# Agatea longipedicellata
Agatea longipedicellata är en violväxtart som först beskrevs av E. G. Baker, och fick sitt nu gällande namn av André Guillaumin och Thorne. Agatea longipedicellata ingår i släktet Agatea och familjen violväxter. Inga underarter finns listade i Catalogue of Life.